# Vita sancti Cuthberti
La Vita sancti Cuthberti (« Vie de saint Cuthbert ») est une hagiographie en latin de l'ermite northumbrien Cuthbert, premier évêque de Lindisfarne, mort en 687. Ce texte en prose est la plus ancienne vie de saint produite dans l'Angleterre anglo-saxonne : elle est rédigée par un moine anonyme de Lindisfarne entre 699 et 705, peu après la translation des reliques de Cuthbert à Lindisfarne. Elle constitue la source principale des deux hagiographies de Cuthbert (l'une en vers et l'autre en prose) rédigées par le moine Bède le Vénérable.

## Résumé

### Livre I
Le texte s'ouvre sur un prologue (chapitre 1) et une préface (chapitre 2), dans laquelle l'auteur indique que son commanditaire est l'évêque Eadfrith. Le chapitre 3 rapporte un miracle survenu alors que Cuthbert, âgé de huit ans, fait étalage de sa force physique auprès de ses camarades de jeu. Un petit garçon, âgé de trois ans, le rabroue pour son manque d'humilité en l'appelant « évêque et prêtre ». L'auteur affirme tenir ce récit de l'évêque Tumma, qui le tenait lui-même de Cuthbert. Dans le chapitre 4, le jeune Cuthbert reçoit la visite d'un ange qui lui enseigne le remède à la boiterie dont il est affligé.
Le chapitre 5, qui prend place alors que Cuthbert garde des moutons dans le Lauderdale (en), décrit sa vision d'un évêque montant au ciel, le jour même de la mort de l'évêque Aidan de Lindisfarne. Dans le chapitre 6, Cuthbert est en voyage au beau milieu de l'hiver. Il traverse la Wear à Chester-le-Street et se réfugie, affamé, dans un bâtiment vide. Son cheval trouve par miracle du pain chaud et de la viande sur le toit de ce bâtiment. Le septième et dernier chapitre du Livre I rapporte plus brièvement d'autres miracles survenus pendant les jeunes années de Cuthbert.

### Livre II
Le Livre II débute lorsque Cuthbert devient moine (chapitre 1). Encore novice à l'abbaye de Ripon, il est chargé d'accueillir les voyageurs. Après avoir lavé les pieds d'un voyageur, qui est en réalité un ange déguisé, il cherche en vain du pain à lui donner dans tout le monastère. Lorsqu'il revient voir l'étranger, celui-ci a disparu en laissant derrière lui trois miches de pain chaud (chapitre 2). L'abbesse Æbbe de Coldingham invite Cuthbert dans son monastère et le jeune moine effectue régulièrement des veillées sur la plage. Un clerc qui le suit un soir aperçoit deux animaux marins qui sortent des vagues pour venir lui laver les pieds (chapitre 3). 
Accompagné de deux frères, Cuthbert se rend en bateau au pays des Pictes. Échoués dans le pays des Niuduera (dans l'est du Fife ?), ils souffrent de la faim en attendant que la mer se calme et leur permette de reprendre leur voyage. Par miracle, ils découvrent trois tranches de viande de dauphin qui les nourrissent pendant trois jours (chapitre 4).
Plus tard, alors que Cuthbert prêche le christianisme dans les montagnes autour de la Teviot, accompagné d'un jeune garçon, ils aperçoivent un aigle qui se pose près de la rivière. En allant voir de plus près, le jeune garçon découvre un poisson, que Cuthbert et lui partagent avec l'oiseau (chapitre 5). Lors du même voyage, le diable fait apparaître l'illusion d'une maison en feu. Plusieurs hommes se précipitent pour éteindre les flammes, ignorant l'avertissement de Cuthbert. Ce dernier leur pardonne lorsqu'ils comprennent leur erreur (chapitre 6). Le chapitre 7 rapporte que ses prières ont sauvé des flammes la maison de sa nourrice, Kenswith de Hruringaham, tandis que le chapitre 8 décrit comment il chasse le démon qui rendait malade la femme d'un certain Hildmer.

### Livre III
Le Livre III est consacré à la vie d'ermite que mène Cuthbert sur l'île de Farne. Il quitte l'abbaye de Melrose, dont il a été quelque temps le prieur, à la demande de l'évêque Eata de Hexham, qui l'invite à le rejoindre à Lindisfarne. Il élabore une règle pour les moines, mais cherche davantage d'isolement et s'établit sur un îlot dont il chasse les démons (chapitre 1). Il déplace un énorme rocher pour construire sa hutte (chapitre 2) et fait surgir une source du sol pierreux (chapitre 3). Les vagues lui fournissent la charpente de sa demeure (chapitre 4).
Lorsque des corbeaux dérangent le toit de l'abri des serviteurs de Cuthbert, ce dernier les bannit de l'île au nom de Jésus. Au bout de trois jours, un corbeau vient quémander son pardon. Les oiseaux, pardonnés, lui apportent suffisamment de graisse de porc pour graisser les bottes des serviteurs pendant toute une année (chapitre 5). L'abbesse Ælfflæd de Whitby convoque Cuthbert sur l'île Coquet pour lui demander ce qui va advenir de son frère, le roi Ecgfrith. Cuthbert prédit qu'il va bientôt mourir et que le trône reviendra à Aldfrith, alors moine à Iona (chapitre 6). Le livre s'achève sur un résumé des vertus et des œuvres de Cuthbert (chapitre 7).

### Livre IV
Au début du Livre IV, Cuthbert devient évêque de Lindisfarne à contrecœur, sans abandonner son mode de vie ascétique. Les chapitres 3 à 7 rapportent une série de guérisons miraculeuses accomplies par Cuthbert. Dans le chapitre 8, alors qu'il rend visite à la reine à Carlisle, il annonce que la guerre a pris fin et que le roi Ecgfrith est mort en affrontant les Pictes. Son annonce coïncide à l'heure près à la mort du roi. Durant son séjour à Carlisle, Cuthbert rencontre Hereberht l'anachorète, qui demande à mourir au même moment que lui ; sa requête est ultérieurement satisfaite (chapitre 9). Il prédit encore la mort d'un serviteur de l'abbesse Ælfflæd (chapitre 10). Au bout de deux ans, Cuthbert abandonne sa charge épiscopale pour retourner sur son îlot de Farne (chapitre 11). Il procède encore à une guérison miraculeuse (chapitre 12). À sa mort, son corps est lavé et habillé avant d'être envoyé à Lindisfarne (chapitre 13).
Onze ans plus tard, le corps de Cuthbert est découvert incorrompu lorsque l'évêque Eadberht ordonne l'ouverture de son cercueil (chapitre 14). Des guérisons miraculeuses commencent à se produire : l'eau ayant servi à laver le corps de Cuthbert libère un garçon du diable (chapitre 15), un moine au service de l'évêque Willibrord est guéri après avoir prié près du cercueil (chapitre 16) et un jeune paralytique retrouve l'usage de ses membres après avoir porté les chaussures du saint (chapitre 17). L'auteur conclut en soulignant qu'il a omis de nombreux miracles pour ne pas lasser le lecteur (chapitre 18).

## Manuscrits
Il subsiste huit copies de la Vita sancti Cuthberti, dans les manuscrits suivants :
- Clm. 15817 de la Bayerische Staatsbibliothek (Munich), probablement compilé à Salzbourg à l'époque de l'archevêque Adalram[1] ;
- St Omer 267, probablement rédigé vers 900 à l'abbaye Saint-Bertin de Saint-Omer[2] ;
- Arras 812, copié à l'abbaye de Saint-Vaast à la fin du Xe siècle[3] ;
- St Omer 715, copié au XIIe siècle[2] ;
- Harleian MS 2800 de la British Library (Londres)[4] ;
- MS 207-208 de la Bibliothèque royale de Belgique (Bruxelles), copié au XIIIe siècle[5] ;
- MS 1151 de la bibliothèque municipale de Trèves, copié vers 1235[6] ;
- Fonds latin 5289 de la Bibliothèque nationale de France, copié au XIVe siècle[6].